# Harry Britt
Harry Britt (sinh ngày 8 tháng 6 năm 1938) là một nhà hoạt động chính trị và cựu giám sát viên của San Francisco, California. Britt đã tham gia vào cuối những năm 1960 trong phong trào dân quyền khi ông còn là một bộ trưởng Phương pháp ở Chicago. Ông lần đầu tiên được bổ nhiệm vào Hội đồng Giám sát San Francisco vào tháng 1 năm 1979 bởi Thị trưởng Dianne Feinstein, kế nhiệm Harvey Milk, người bị ám sát tại Tòa thị chính cùng với Thị trưởng George Moscone bởi cựu Giám sát viên Dan White.
Britt từng là Chủ tịch Câu lạc bộ Dân chủ Đồng tính San Francisco. Ngoài ra, ông được bầu vào Ban kiểm soát vào tháng 11 năm 1979, 1980, 1984 và 1988 và từng là Chủ tịch Ban kiểm soát từ năm 1989 đến năm 1990. Britt là một trong một vài thành viên của đảng Xã hội Dân chủ Hoa Kỳ được bầu vào văn phòng công cộng.
Britt, người đồng tính công khai, đã đưa ra luật đối tác trong nước vào năm 1982, được Hội đồng giám sát thông qua nhưng được Thị trưởng Feinstein phủ quyết. Năm 1989, dưới sự lãnh đạo của Britt, hội đồng quản trị lại thông qua luật đối tác trong nước, lần này được ký bởi Thị trưởng Art Agnos. Tuy nhiên, cử tri bãi bỏ luật hợp tác trong nước bằng sáng kiến; một phiên bản sửa đổi đã được phục hồi bởi một sáng kiến cử tri khác, Dự luật K năm 1990, cũng được viết bởi Britt.
Britt đã chọn không tranh cử vào năm 1992.
Britt đã tranh cử không thành công cho quốc hội California của quận 5 vào năm 1987, suýt thua bà Nancy Pelosi trong một cuộc bầu cử đặc biệt để lấp đầy ghế còn lại khi Sala Burton qua đời, với 36% phiếu bầu cho 32% của ông.
Ông cũng đã không thành công trong tranh cử với Mark Leno cho Quốc hội bang California năm 2002.
Britt đã chỉ đạo Chương trình hoàn thành bằng cử nhân cuối tuần tại New College of California, đóng cửa vào tháng 1 năm 2008 do vấn đề tài chính.